# Сент-Джеймс (тауншип, Миннесота)
Сент-Джеймс (англ. St. James) — тауншип в округе Уотонуан, Миннесота, США. На 2000 год его население составило 294 человека.

## География
По данным Бюро переписи населения США площадь тауншипа составляет 88,0 км², из которых 87,0 км² занимает суша, а 1,0 км² — вода (1,18 %).

## Демография
По данным переписи населения 2000 года здесь находились 294 человека, 111 домохозяйств и 88 семей.  Плотность населения —  3,4 чел./км².  На территории тауншипа расположено 123 постройки со средней плотностью 1,4 построек на один квадратный километр. Расовый состав населения: 99,32 % белых, 0,34 % — других рас США и 0,34 % приходится на две или более других рас. Испанцы или латиноамериканцы любой расы составляли 1,36 % от популяции тауншипа.
Из 111 домохозяйств в 34,2 % воспитывались дети до 18 лет, в 73,9 % проживали супружеские пары, в 2,7 % проживали незамужние женщины и в 20,7 % домохозяйств проживали несемейные люди. 20,7 % домохозяйств состояли из одного человека, при том 12,6 % из — одиноких пожилых людей старше 65 лет. Средний размер домохозяйства — 2,65, а семьи — 3,02 человека.
28,6 % населения — младше 18 лет, 4,1 % — в возрасте от 18 до 24 лет, 24,5 % — от 25 до 44, 22,4 % — от 45 до 64, и 20,4 % — старше 65 лет. Средний возраст — 40 лет. На каждые 100 женщин приходилось 104,2 мужчин.  На каждые 100 женщин старше 18 приходилось 105,9 мужчин.
Средний годовой доход домохозяйства составлял 36 806 долларов, а средний годовой доход семьи —  45 625 долларов. Средний доход мужчин —  30 625  долларов, в то время как у женщин — 20 625. Доход на душу населения составил 19 580 долларов. За чертой бедности находились 2,2 % семей и 2,1 % всего населения тауншипа, из которых 4,6 % младше 18 лет.